# Ширягин, Сергей Иванович
Сергей Иванович Ширягин (22 марта 1894, Тряслово, Ярославская губерния — 18 февраля 1979, Киев) — генерал-майор интендантской службы , участник Гражданской и Великой Отечественной войн.

## Биография
Родился 22 марта 1894 года в деревне Тряслово (ныне Ростовского района Ярославской области). 13 мартf 1918 года добровольно пошёл на службу в Красную Армию. Участвовал в боях Гражданской войны, воевал на Северном и Западном фронтах, в боях под Ленинградом и Псковом. После окончания войны продолжил службу в армии. В 1924–1932 годах принимал активное участие в боях с басмаческими формированиями в Средней Азии.

Могила Ширягина на Лукьяновском военном кладбище Киева.

С начала Великой Отечественной войны в звании бригинтенданта (с 2 апреля 1940) служил на высоких хозяйственных должностях в интендантских органах действующей армии. Был начальником финансового отдела Северо-Кавказского военного округа (впоследствии — фронта). Непосредственно занимался вопросами финансового обеспечения, контроля за расходом денежных средств, подготовки финансовых работников для обеспечения развёртываемых частей, реализовывал программы Государственного Военного Займа. С 1940 года занимал должность старшего инспектора финансового отдела Среднеазиатского военного округа.
Позднее в звании полковника интендантской службы (с 21 сентября 1945) занимал должность начальника финансового отдела сначала Юго-Западного, затем 3-го Украинского фронтов. По службе характеризовался как ведущий военный финансист, руководимая им служба считалась одним из лучших среди всех фронтов. 
19 апреля 1945 года присвоено воинское звание генерал-майор интендантской службы.
После выхода в отставку 14 августа 1952 года проживал в Киеве. 
Умер 18 февраля 1979 года, похоронен на Лукьяновском военном кладбище Киева.
Награждён орденами Ленина, Красного Знамени, Отечественной войны 1-й и 2-й степеней, Красной Звезды и «Знак Почёта», а также рядом медалей.